# Mamadou Bagayoko
Mamadou Bagayoko (ur. 21 maja 1979 w Paryżu) – malijski piłkarz, grający na pozycji napastnika.